# Lista narządów człowieka
Ten artykuł zawiera listę narządów znajdujących się w ciele ludzkim. Ze względu na brak jednoznacznej definicji słowa „narząd”, liczba narządów oraz to czy dana struktura jest narządem zależy od źródła definicji.

## Układ ruchu
- układ kostny
- układ mięśniowy
- stawy
- ligamenty
- ścięgna

## Układ pokarmowy
- jama ustna
  - usta
  - zęby
  - język
- ślinianki
  - ślinianka przyuszna
  - ślinianka podżuchwowa
  - ślinianka podjęzykowa
  - gruczoły Ebnera
- gardło
- przełyk
- żołądek
- jelito cienkie
  - dwunastnica
  - jelito czcze
  - jelito kręte
- jelito grube
  - jelito ślepe
  - okrężnica wstępująca
  - okrężnica poprzeczna
  - okrężnica zstępująca
  - okrężnica esowata
- odbytnica
- odbyt
- wątroba
- pęcherzyk żółciowy
- krezka
- trzustka

## Układ oddechowy
- jama nosowa
- gardło
- krtań
- tchawica
- oskrzela
- oskrzeliki
- płuca
- mięśnie oddechowe

## Układ moczowy
- nerki
- moczowód
- pęcherz moczowy
- cewka moczowa

## Układ płciowy (rozrodczy)

### Układ płciowy męski
- narządy wewnętrzne
  - jądra
  - nadjądrze
  - nasieniowody
  - pęcherzyki nasienne
  - prostata (gruczoł krokowy)
  - gruczoły opuszkowo-cewkowe
- narządy zewnętrzne
  - prącie (penis)
  - moszna

### Układ płciowy żeński
- narządy wewnętrzne
  - jajniki
  - jajowody
  - macica
  - szyjka macicy
  - pochwa (wagina)
- narządy zewnętrzne
  - srom
  - łechtaczka
  - łożysko (narząd przejściowy)

## Układ hormonalny (dokrewny, wewnątrzwydzielniczy, endokrynny)
- przysadka mózgowa
- szyszynka
- tarczyca
- grasica
- przytarczyce (gruczoły przytarczyczne)
- nadnercze
- trzustka

## Układ krążenia

### Układ krwionośny
- serce
- tętnice
- żyły
- naczynia włosowate

### Układ limfatyczny
- naczynia chłonne (limfatyczne)
- węzły chłonne (limfatyczne)
- szpik kostny
- grasica
- śledziona
- GALT
  - migdałki podniebienne

## Układ nerwowy
- mózgowie
  - kresomózgowie
    - półkule mózgu

  - międzymózgowie
- pień mózgu
  - śródmózgowie
  - most
  - rdzeń przedłużony
- móżdżek
- rdzeń kręgowy
- układ komorowy
  - splot naczyniówkowy

### Obwodowy układ nerwowy
- nerwy
  - nerwy czaszkowe
  - nerwy rdzeniowe
  - zwoje nerwowe
  - jelitowy układ nerwowy

### Narządy zmysłów
- oczy
  - rogówka
  - tęczówka
  - ciało rzęskowe
  - soczewka
  - siatkówka
- uszy
  - ucho zewnętrzne
    - małżowina uszna
    - przewód słuchowy zewnętrzny

  - błona bębenkowa
  - ucho środkowe
    - kosteczki słuchowe

  - ucho wewnętrzne
    - ślimak
    - przedsionek ucha wewnętrznego
    - kanały półkoliste
- nabłonek węchowy
- język
  - kubki smakowe

## Powłoka wspólna
- skóra
  - gruczoły potowe
- gruczoły mlekowe
- tkanka podskórna